# Hoploscopa astrapias
Hoploscopa astrapias là một loài bướm đêm trong họ Crambidae.